# Khumbu
Khumbu er et område i det nordøstlige Nepal. Det er et af tre områder som er domineret af sherpaer i Himalaya; de andre to er Solu og Pharak. Khumbu omfatter byen Namche Bazaar og landsbyerne Thami, Khumjung, Pangboche og Kunde. Det berømte buddhist-tempel i Tengboche ligger også i Khumbu.
På grund af beliggenheden i Himalaya, stiger Khumbu-landskabet dramatisk – fra 3,300 meter og helt til toppen af verdens højeste bjerg, Mount Everest, 8.850 meter over havet. Sagarmatha nationalpark ligger også i Khumbu-regionen.
Administrativt ligger Khumbu i Solukhumbu distrikt, Shagramatha zone i Østregionen.

## Eksterne kilder og henvisninger
Kort over Solukhumbu distrikt
27°49′N 86°43′Ø / 27.817°N 86.717°Ø